# ۵۴۲ (قمری)
۵۴۲ (قمری)، پانصد و چهل و دومین سال در گاهشماری هجری قمری است. اول محرم این سال برابر با نهم ژوئن سال ۱۱۴۷ میلادی است.

## وابسته
- خجندیان
- شهاب‌الدین عمر سهروردی